# Durga
Durga (sanskrt दुर्गा) jedna je od najpopularnijih hinduističkih božica. Ona je božica-ratnica i božica-majka te oblik vrhovne božice Adi Parashakti. Poistovjećuju ju s Parvati, koja je opisana kao Šivina druga supruga. Durga je također jednostavno zvana Šakti („moć”), a poznata je i kao Mahadevi („velika božica”). Strašna Mahakali je često povezivana s Durgom.
Sveti tekst Devi Mahatmya opisuje Durgu kao vrhovno biće i gospodaricu svemira. Durga je glavno božanstvo u sekti hinduizma naziva šaktizam. Ona je božica mnogih imena, oblika i atributa, a najčešće ju se prikazuje kako pobjeđuje demona Mahishasuru, jašući na tigru ili lavu. Hinduisti ju posebno štuju tijekom festivala zvanog Durga Puja.
Durgin kult je najjači na istoku Indije, ali ju štuju diljem Indije i Nepala.

## Pogledajte također
- Šaktizam
- Navadurga